# Breutelia longicapsularis
Breutelia longicapsularis är en bladmossart som beskrevs av Hugh Neville Dixon 1922. Breutelia longicapsularis ingår i släktet gullhårsmossor, och familjen Bartramiaceae. Inga underarter finns listade i Catalogue of Life.